# Paseo del Prado (L'Avana)

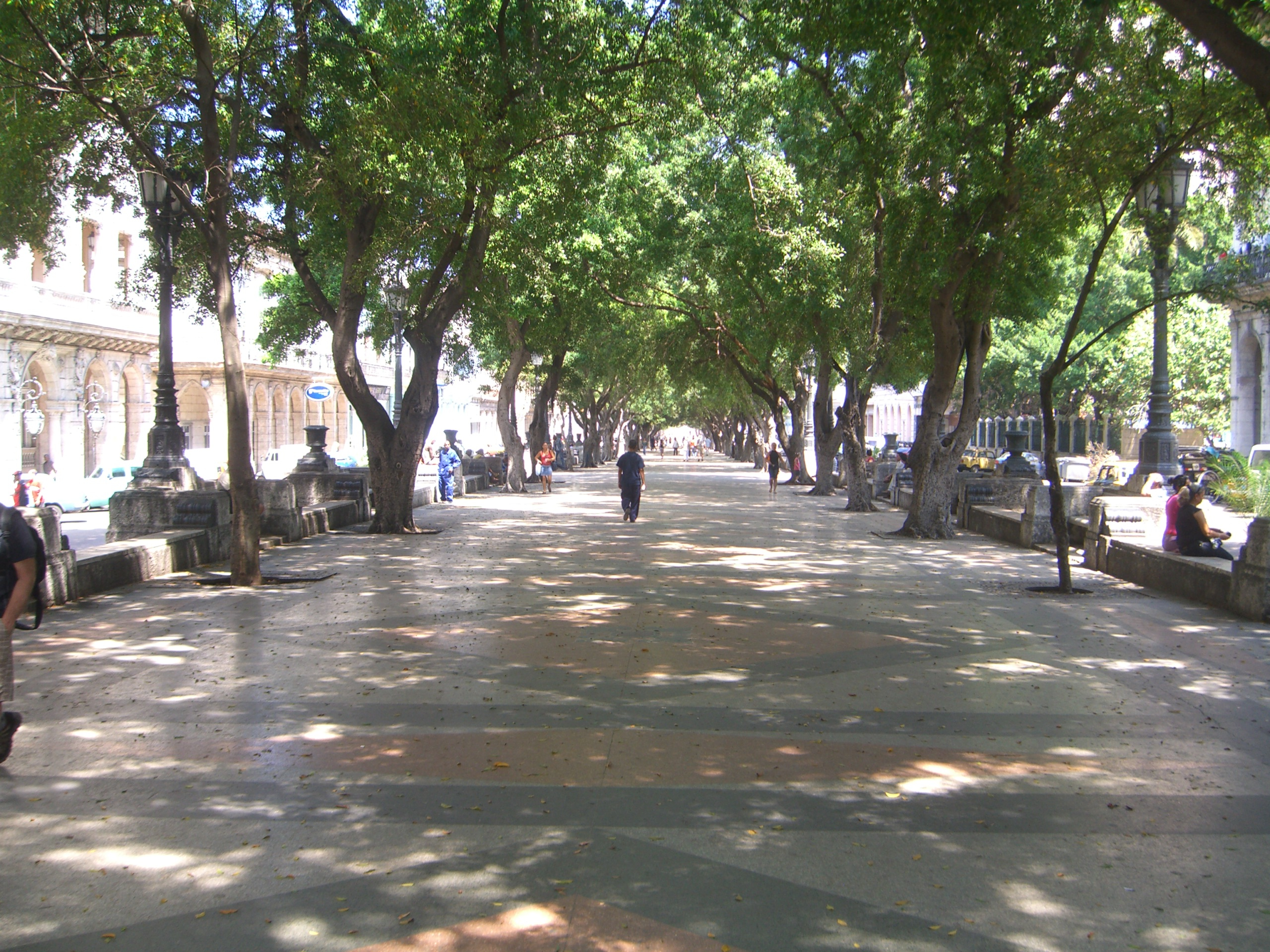
Paseo del Prado, passeggiata

Il Paseo del Prado è una passeggiata che si trova a L'Avana sulla linea di demarcazione tra Centro Habana e La Habana Vieja. Tecnicamente, il Paseo del Prado comprende l'intera lunghezza del Paseo Martí.

## Storia
Nel 1772 don Felipe Fonsdeviela y Ondeano disegnò la strada e nel 1925 l'architetto paesaggista francese Jean Claude Nicolas Forestier ridisegnò il Paseo del Prado, rivestito di alberi, sculture di leoni, muri di pietra corallina e panchine di marmo.
Lungo il viale si trovano edifici importanti come il Gran Teatro de La Habana, gli hotel (incluso l'Hotel Sevilla), i cinema come il Fausto, i teatri e le ville che imitano gli stili di Madrid, Parigi e Vienna. Il Prado fu la prima strada asfaltata dell'Avana. Quando El Capitolio fu costruito nel 1929, quella parte del lungomare fu rimossa. All'angolo di Cárcel Street si trovava la concessionaria di automobili Packard & Cunnigham, e nel 1940 la rete radiofonica RHC-Cadena Azul stabilì i suoi studi sul Prado.
Già negli anni '50 le famiglie ricche si trasferivano dal Prado a Miramar, Vedado e Siboney. Dopo la Rivoluzione del 1959, la strada e molti dei suoi edifici furono, come molti edifici a L'Avana, gravemente danneggiati al punto che molti crollarono e sono ancora in rovina. Tuttavia, molti altri edifici sono stati rinnovati.